# Marion (voornaam)
Marion, soms ook wel gespeld als Marjon, is een meisjesnaam van Hebreeuwse oorsprong.

## Oorsprong
De naam is afgeleid van de naam Mirjam. In de Hebreeuwse Bijbel wordt zij beschreven als de moeder van Amram en Jochebed en de zuster van Mozes en Aäron.

## Andere betekenissen
De naam is ook een variant van de naam Maria. Zij is in het Nieuwe Testament de moeder van Jezus.
Marion is een Franse naam voor jongens en meisjes.
De betekenis is `ster van de zee, schoonheid`
De Arabische variant op de naam Marion is Maryām.